# Hook N Sling
Anthony Maniscalco, conocido por su nombre artístico Hook N Sling, es un DJ y productor australiano oriundo de Sídney. Actualmente reside en Los Ángeles, California.

## Trayectoria musical
En su carrera temprana, Maniscalco fue consiguiendo prestigio en Sídney tocando regularmente en discotecas en el circuito local. Alrededor de la misma época, firmó con la discográfica australiana Hussle, con la que editó varios EPs y sencillos. En 2007 recibió una nominación a los premios ARIA Music Awards, una DMC Buzz Chart # 1 y el referente de la BBC Radio 1, Pete Tong interpreta en su programa radial, la pista «The Bump». Posteriormente su sonido fue logrando reconocimiento en las pistas de baile hasta ser incluido en el prestigioso compilado anual Ministry of Sound en 2010. También ha tocado en lugares y festivales de todo el mundo, incluyendo Pacha, Space Ibiza, Global Gathering, Future Music Festival y Stereosonic.
En 2011, el portal musical Hype Machine posicionó en el número uno a la pista «Take You Higher», una colaboración con Goodwill.
En 2012, se mudó a Los Ángeles de forma permanente. Durante su tiempo con Hussle, su contrato le prohíbe trabajar con otras discográficas. Eso cambió junto con su traslado, lo que llevó a una serie de lanzamientos con Spinnin' Records, incluyendo su canción «Reason», producida en colaboración con el dúo australiano Nervo. En 2013 colaboró en la producción de la pista «Alive» incluida en el álbum Feel de la cantante japonesa Namie Amuro.
En 2014 su sencillo «Tokyo by Night» incluyó un remix realizado por el sueco DJ Axwell, lanzado por su sello Axtone. El remix se estrenó el 28 de abril de 2014 y ganó el respaldo de la BBC Radio 1 por parte de Danny Howard. Encabezó las listas de Beatport una semana después de su lanzamiento. A partir de ahí, lanzó más sencillos en sellos como DOORN Records y Big Beat Records. Con este último lanzó su exitosa colaboración con el dúo sueco Galantis, «Love on Me» em 2016.

## Discografía

### Sencillos y EP
- 2004: Number Cruncher [Number Cruncher EP] [Hussle n Bussle]
- 2004: Ghetto Rock [Number Cruncher EP] [Hussle n Bussle]
- 2007: Silver Service / Vegas Heat' [Hussle n Bussle]
- 2007: The Bump (con Kid Kenobi) [Hussle Black]
- 2008: Plastic Wrap [Plastic Wrap EP] [Hussle Recordings]
- 2008: Hooked Up [Plastic Wrap EP] [Hussle Recordings]
- 2008: Green [Plastic Wrap EP] [Hussle Recordings]
- 2008: The Best Thing (2008) [Hussle Recordings]
- 2009: Highball [Hussle Recordings]
- 2009: Another Night [Hussle Recordings]
- 2009: Working Kings Cross (con Adam K) [Hussle Recordings]
- 2010: Gotta Make a Move (con Snob Scrilla) [Astrx]
- 2011: Diamonds in the Sky (junto a TV Rock con Rudy) [Flamingo Recordings]
- 2011: Edge of the Earth (con Richard Dinsdale & Sam Obernik) [Stealth Recordings]
- 2011: Take You Higher (con Goodwill) [Astrx]
- 2012: Surrender (con Evermore) [Spinnin' Records]
- 2012: Reason (con NERVO) [Spinnin' Records]
- 2013: Don't You Know [Spinnin' Records]
- 2013: Magnet (con Chris Willis) [Spinnin' Records]
- 2014: Tokyo by Night (con Karin Park) [Axtone Records/Diversion Recordings]
- 2014: Momentum [DOORN]
- 2015: Break Yourself (con Far East Movement & Pusha T) [Polydor]
- 2016: Love on Me (con Galantis) [Big Beat Records]
- 2017: Open Your Eyes (con Sam Feldt) [Spinnin' Records]
- 2022: Il rimanente

### Remixes
2002:
- [Love] Tattoo – On the Wildside

2003:
- Nasty Tales – Come On-A My House (Hook N Sling's 'Dump Your Dealer' Remix/'Fly Boy' Remix)

2006:
- Sarah McLeod – He Doesn't Love You
- Martijn ten Velden – I Wish U Would
- WhoMadeWho – Out the Door

2007:
- Darren Hayes – Step Into the Light
- Tonite Only – Danger (The Bomb) (Hook N Sling & Kid Kenobi Remix)
- Stanton Warriors – Shake It Up
- Bass Kleph – Coup D'état
- Subsource – This Town
- Toby Neal – Do You Really (Want My Love)

2008:
- Cadence – Lazy Love
- James Harcourt – Mea Culpa
- Cobra Dukes – Leave the Light On
- The Potbelleez – Are You with Me

2009:
- Miike Snow – Silvia (Hook n Sling & Goodwill Remix)
- Calvin Harris – I'm Not Alone
- Miami Horror – Sometimes
- La Roux vs. Dataworx – In for the Kill (Hook n Sling Edit)
- Style of Eye feat. Stephen Simmonds – Galore
- Fedde Le Grand feat. Mitch Crown – Let Me Be Real (Hook n Sling & Goodwill Remix)
- David Vendetta – She Turns Around
- Sam La More – I Wish It Could Last

2010:
- Pocket808 feat. Nathan Hudson – Ghostship
- Chris Sorbello – So Lonely
- Paul Harris feat. Amanda Wilson – Caught Up
- Rhythm Masters & MYNC feat. Wynter Gordon – I Feel Love (Hook n Sling & Goodwill Remix)
- Bass Kleph – Where Do We Go
- Ou Est Le Swimming Pool – Jackson's Last Stand

2011:
- The Aston Shuffle feat. Lovers Electric – Start Again
- Hard Rock Sofa & St. Brothers – Blow Up (Hook n Sling & Goodwill Remix)
- Wolfgang Gartner feat. will.i.am – Forever
- NERVO feat. Afrojack & Steve Aoki – We're All No One
- Flo Rida – Good Feeling

2012:
- Michael Calfan – Mozaik

2013:
- The Presets – Fall
- Kaskade – Atmosphere
- Krewella – Live for the Night

2014:
- Empire of the Sun – Celebrate
- Lana Del Rey – Ultraviolence

2015:
- Galantis – Gold Dust
- Sultan + Shepard feat. Denny White – Don't Let Me Down

2016:
- Miike Snow – Genghis Khan
- Madeaux – Kill For Me
- Kaskade & Felix Cartal ft. Ofelia K – Fakin It
- Nick Martin feat. Tigerlily – Skyline
- Matoma & Becky Hill – False Alarm
- The Chainsmokers feat. Phoebe Ryan – All We Know
- SeeB feat. Jacob Banks – What Do You Love